# Халид ибн Мосен Шари
Халид ибн Мосен Шари (арап. خالد بن محسن شاري, енгл. Khalid bin Mohsen Shaari; 1991) мушкарац је из Саудијске Арабије који је према Гинисовој књизи рекорда, други најтежи човек икада после Џона Брауера Миноча. У августу 2013. године је био тежак 610 килограма. Његова маса је поново измерена у новембру 2013. године и тада је његова маса била 150 килограма мања него у августу. Након његовог великог губитка килограма следио је велики хируршки програм лечења. Шари због своје масе има велике срчане и плућне проблеме, дијабетес и не може да се креће.